# NME Awards
Os NME Awards são atribuídos pela revista britânica NME aos grupos que mais se destacaram no ano, ou que contribuíram decisivamente para a música ao longo da sua carreira. Estes prémios são atribuídos anualmente, sendo considerado um dos grandes eventos anuais musicais apesar de ter sido criado com o intuito de ser uma alternativa aos Brit Awards. São vários os prémios atribuídos como se comprova pela lista dos vencedores de 2007. O primeiro destes eventos realizou-se em 1953, pouco depois da fundação da NME.